# Luis Herrera de la Fuente
Luis Herrera de la Fuente (* 25. April 1916 in Mexiko-Stadt; † 5. Dezember 2014) war ein mexikanischer Dirigent, Violinist und Komponist.

## Leben
Herrera de la Fuente studierte an der Musikfakultät der Universidad Nacional Autónoma de México (UNAM) Komposition bei Estanislao Mejía und José F. Vázquez, Klavier bei Santos Carlos, Violine bei Luis G. Saloma und Gesang bei David Silva. Daneben nahm er privaten Klavierunterricht bei Carlos del Castillo und Komposition bei Rodolfo Halffter. Eine Ausbildung als Dirigent begann er in Mexiko und Italien bei Sergiu Celibidache und setzte sie bei Hermann Scherchen in Zürich fort.
Er arbeitete dann am Instituto Nacional de Bellas Artes auf dem Gebiet der Folklore und der Musik der Kolonialzeit und betreute Musiksendungen im Rundfunk und Fernsehen. 1945 gründete er das Orquesta de Cámara de Radio Universidad, 1952 das Orquestra de Cámara de Bellas Artes; von 1958 bis 1976 dirigierte er das Orquesta Sinfónica Nacional, mit dem er in den USA, Kanada und Europa auftrat.
Neben seiner Tätigkeit als Dirigent war er Direktor des Festival Internacional de Música von Morelia. Er gründete den Coro Nacional de México und 1992 eine Stiftung mit dem Zweck, sämtliche sinfonischen Werke Mexikos auf Tonträger aufzuzeichnen. 1995 gründete er das Orquesta Sinfónica Juvenil des Bundesstaates Veracruz, 2002 das Instituto Superior de Música von Veracruz. 2005 wurde er zum Director Emérito des Orquestra Filarmónica de la Ciudad de México ernannt.
1962 war Herrera de la Fuente Juror der ersten Van Cliburn International Piano Competition, 1964 Juror beim Tschaikowski-Wettbewerb in Moskau. 1971 wurde er Ritter des belgischen Leopoldsordens. In Mexiko erhielt er neben vielen anderen Preisen 2005 den Premio Nacional de Ciencias y Artes. Die Universidad de las Américas und die University of Oklahoma verliehen ihm Ehrendoktortitel.

## Werke
- Sonata para piano, 1946
- Preludio a Cuauhtémoc, 1960
- Sonata para violoncello solo, 2004
- Divertimento No.1 für Kammerorchester
- Dos movimientos para orquesta
- Sonata para cuerdas
- Cuarteto para cuerdas
- Divertimento für Streichorchester und obligates Streichquartett
- Fronteras, Ballett, 1956
- La Estrella y la Sirena, Ballett